# Хирт, Элеонора
Элеоно́ра Хирт (нем. Eléonore Hirt; 19 декабря 1919 год, Базель, Швейцария — 27 января 2017, Париж, Франция) — швейцарская актриса кино и театра.

## Биография
Сыграла более чем в 50 фильмах.
В 1954 году вышла замуж за французского актёра Мишеля Пикколи.

## Фильмография
- 1962 — Частная жизнь — Сесиль
- 1967 — Игра в кровопролитие
- 1970 — Тайна фермы Мессе — Матильда
- 1976 — Семь ночей в Японии
- 1977 — Приготовьте ваши носовые платки — мадам Белой
- 1982 — Новый мир — Мария-Антуанетта
- 1987 — Анна (сериал) — Валентина д’Арбанвиль
- 1988 — Анна — Валентина д’Арбанвиль